# 마루야마 겐지
마루야마 겐지(丸山 健二, まるやま けんじ, 1943년 12월 23일 ~ )는 일본의 소설가이다.
1966년 데뷔작 《여름의 흐름》으로 아쿠타가와상을 받았다. 이후 나가노의 시골 마을에서 집필에만 매진하고 있다. 장단편 소설과 산문집을 포함 100여권의 책을 썼다. 80년대 이후 마이니치 출판문학상, 가와바타 야스나리 문학상 등의 수상자로 선정됐지만 수상을 거부하고 있다.

## 저서
- 여름의 흐름
- 시골은 그런 것이 아니다

## 같이 보기
- 일본 문학